# Finales NBA 1983
Navigation
Finales 1982 Finales 1984
Les finales NBA 1983 sont la dernière série de matchs de la saison 1982-1983 de la NBA et la conclusion des séries éliminatoires (playoffs) de la saison. Le champion de la conférence Est, les 76ers de Philadelphie rencontrent le champion de la conférence Ouest, les Lakers de Los Angeles. 

## Contexte

### 76ers de Philadelphie
Les 76ers ont perdu leurs deux premières confrontations en finale avec les Lakers en 1980 et 1982. Ainsi, pendant l'intersaison, les 76ers ont acquis Moses Malone, en provenance des Rockets de Houston, dans le but de contenir Kareem Abdul-Jabbar, en plus de fournir une certaine production offensive et de prendre des rebonds.
L'acquisition de Malone a porté ses fruits, les 76ers ont remporté 65 matchs au cours de la saison 1982-1983. Avant les playoffs, Malone a prédit que l'équipe gagnerait en quatre matchs chaque match de playoffs, le terminant avec la déclaration Fo, Fo, Fo. Les 76ers élimineront les Knicks de New York, 4-0 en demi-finale de conférence, avant de battre les Bucks de Milwaukee en cinq matchs.

### Lakers de Los Angeles
Les Lakers ont remporté le premier choix de la Draft 1982 de la NBA, devenant ainsi le seul champion en titre à remporter le premier choix de la draft au cours de la même saison. En effet, le propriétaire des Cavaliers de Cleveland, Ted Stepien avait échangé son premier choix et Butch Lee aux Lakers contre Don Ford et le choix de draft Chad Kinch trois ans plus tôt. Or, les Cavaliers ont obtenu le pire bilan de la saison à 15–67. Ils auraient obtenu le premier choix via un tirage au sort avec les Clippers de San Diego. Au lieu de cela, les Lakers obtiendront le premier choix et ont finalement sélectionné le futur Hall of Famer James Worthy en premier choix. 
Les Lakers ont remporté 58 matchs sur la saison. Worthy est un concurrent sérieux pour le NBA Rookie of the Year, néanmoins, il s'est cassé la jambe en fin de saison, manquant ainsi le reste de la saison et des playoffs. Malgré l'absence de Worthy, Magic Johnson et Kareem Abdul-Jabbar étaient encore à leur apogée, et ont amené les Lakers à la finale en battant les Trail Blazers de Portland et les Spurs de San Antonio.

## Résumé de la saison régulière

### Par conférence
| Conférence Est | Conférence Est          | Conférence Est | Conférence Est | Conférence Est |
| No             | Franchise               | Vic.           | Déf.           | PCT            |
| -------------- | ----------------------- | -------------- | -------------- | -------------- |
| 1              | 76ers de Philadelphie C | 65             | 17             | 79.3           |
| 2              | Bucks de Milwaukee      | 51             | 31             | 62.2           |
| 3              | Celtics de Boston       | 56             | 26             | 68.3           |
| 4              | Nets du New Jersey      | 49             | 33             | 59.8           |
| 5              | Knicks de New York      | 44             | 38             | 53.7           |
| 6              | Hawks d'Atlanta         | 43             | 39             | 52.4           |
|                |                         |                |                |                |
| 7              | Bullets de Washington   | 42             | 40             | 51.2           |
| 8              | Pistons de Détroit      | 37             | 45             | 45.1           |
| 9              | Bulls de Chicago        | 28             | 54             | 34.1           |
| 10             | Cavaliers de Cleveland  | 23             | 59             | 28.0           |
| 11             | Pacers de l'Indiana     | 20             | 62             | 24.4           |

| Conférence Ouest | Conférence Ouest          | Conférence Ouest | Conférence Ouest | Conférence Ouest |
| No               | Franchise                 | Vic.             | Déf.             | PCT              |
| ---------------- | ------------------------- | ---------------- | ---------------- | ---------------- |
| 1                | Lakers de Los Angeles     | 58               | 24               | 70.7             |
| 2                | Spurs de San Antonio      | 53               | 29               | 64.6             |
| 3                | Suns de Phoenix           | 53               | 29               | 64.6             |
| 4                | SuperSonics de Seattle    | 48               | 34               | 58.5             |
| 5                | Trail Blazers de Portland | 46               | 36               | 56.1             |
| 6                | Nuggets de Denver         | 45               | 37               | 54.9             |
|                  |                           |                  |                  |                  |
| 7                | Kings de Kansas City      | 45               | 37               | 54.9             |
| 8                | Mavericks de Dallas       | 38               | 44               | 46.3             |
| 9                | Jazz de l'Utah            | 30               | 52               | 36.6             |
| 10               | Warriors_de_Golden_State  | 30               | 52               | 36.6             |
| 11               | Clippers de San Diego     | 25               | 57               | 30.5             |
| 12               | Rockets de Houston        | 14               | 68               | 17.1             |

C - Champions NBA

### Tableau des playoffs
|  | 1er tour         | 1er tour               | 1er tour               |                           |                    | Demi-finales de Conférence | Demi-finales de Conférence | Demi-finales de Conférence |   |  | Finales de Conférence | Finales de Conférence | Finales de Conférence |   |  | Finales NBA | Finales NBA | Finales NBA |
|  |                  |                        |                        |                           |                    |                            |                            |                            |   |  |                       |                       |                       |   |  |             |             |             |
|  | 4                | SuperSonics de Seattle | 0                      |                           |                    |                            |                            |                            |   |  |                       |                       |                       |   |  |             |             |             |
|  | 5                | Portland Trail Blazers | 2                      |                           |                    |                            |                            |                            |   |  |                       |                       |                       |   |  |             |             |             |
|  | 5                | Portland Trail Blazers | 2                      |                           | 1                  | Lakers de Los Angeles      | 4                          |                            |   |  |                       |                       |                       |   |  |             |             |             |
|  |                  |                        |                        |                           | 1                  | Lakers de Los Angeles      | 4                          |                            |   |  |                       |                       |                       |   |  |             |             |             |
|  |                  |                        | 5                      | Trail Blazers de Portland | 1                  |                            |                            |                            |   |  |                       |                       |                       |   |  |             |             |             |
|  |                  |                        | 5                      | Trail Blazers de Portland | 1                  |                            |                            |                            |   |  |                       |                       |                       |   |  |             |             |             |
|  |                  |                        |                        |                           |                    |                            |                            |                            |   |  |                       |                       |                       |   |  |             |             |             |
|  |                  |                        |                        |                           |                    |                            |                            |                            |   |  |                       |                       |                       |   |  |             |             |             |
|  |                  |                        |                        |                           |                    |                            | 1                          | Lakers de Los Angeles      | 4 |  |                       |                       |                       |   |  |             |             |             |
|  | Conférence Ouest |                        |                        |                           |                    |                            | 1                          | Lakers de Los Angeles      | 4 |  |                       |                       |                       |   |  |             |             |             |
|  |                  | 2                      | Spurs de San Antonio   | 2                         |                    |                            |                            |                            |   |  |                       |                       |                       |   |  |             |             |             |
|  | 3                | 2                      | Spurs de San Antonio   | 2                         | Suns de Phoenix    | 1                          |                            |                            |   |  |                       |                       |                       |   |  |             |             |             |
|  | 3                |                        |                        |                           | Suns de Phoenix    | 1                          |                            |                            |   |  |                       |                       |                       |   |  |             |             |             |
|  | 6                | Nuggets de Denver      | 2                      |                           |                    |                            |                            |                            |   |  |                       |                       |                       |   |  |             |             |             |
|  | 6                | Nuggets de Denver      | 2                      |                           | 6                  | Nuggets de Denver          | 1                          |                            |   |  |                       |                       |                       |   |  |             |             |             |
|  |                  |                        |                        |                           | 6                  | Nuggets de Denver          | 1                          |                            |   |  |                       |                       |                       |   |  |             |             |             |
|  |                  |                        | 2                      | Spurs de San Antonio      | 4                  |                            |                            |                            |   |  |                       |                       |                       |   |  |             |             |             |
|  |                  |                        | 2                      | Spurs de San Antonio      | 4                  |                            |                            |                            |   |  |                       |                       |                       |   |  |             |             |             |
|  |                  |                        |                        |                           |                    |                            |                            |                            |   |  |                       |                       |                       |   |  |             |             |             |
|  |                  |                        |                        |                           |                    |                            |                            |                            |   |  |                       |                       |                       |   |  |             |             |             |
|  |                  |                        |                        |                           |                    |                            |                            |                            |   |  |                       | O1                    | Lakers de Los Angeles | 0 |  |             |             |             |
|  |                  |                        |                        |                           |                    |                            |                            |                            |   |  |                       |                       |                       |   |  |             |             |             |
|  |                  | E1                     | Sixers de Philadelphie | 4                         |                    |                            |                            |                            |   |  |                       |                       |                       |   |  |             |             |             |
|  | 4                | E1                     | Sixers de Philadelphie | 4                         | Nets du New Jersey | 0                          |                            |                            |   |  |                       |                       |                       |   |  |             |             |             |
|  | 4                |                        |                        |                           | Nets du New Jersey | 0                          |                            |                            |   |  |                       |                       |                       |   |  |             |             |             |
|  | 5                | Knicks de New York     | 2                      |                           |                    |                            |                            |                            |   |  |                       |                       |                       |   |  |             |             |             |
|  | 5                | Knicks de New York     | 2                      |                           | 1                  | Sixers de Philadelphie     | 4                          |                            |   |  |                       |                       |                       |   |  |             |             |             |
|  |                  |                        |                        |                           | 1                  | Sixers de Philadelphie     | 4                          |                            |   |  |                       |                       |                       |   |  |             |             |             |
|  |                  |                        | 5                      | Knicks de New York        | 0                  |                            |                            |                            |   |  |                       |                       |                       |   |  |             |             |             |
|  |                  |                        | 5                      | Knicks de New York        | 0                  |                            |                            |                            |   |  |                       |                       |                       |   |  |             |             |             |
|  |                  |                        |                        |                           |                    |                            |                            |                            |   |  |                       |                       |                       |   |  |             |             |             |
|  |                  |                        |                        |                           |                    |                            |                            |                            |   |  |                       |                       |                       |   |  |             |             |             |
|  |                  |                        |                        |                           |                    |                            | 1                          | Sixers de Philadelphie     | 4 |  |                       |                       |                       |   |  |             |             |             |
|  | Conférence Est   |                        |                        |                           |                    |                            | 1                          | Sixers de Philadelphie     | 4 |  |                       |                       |                       |   |  |             |             |             |
|  |                  | 2                      | Bucks de Milwaukee     | 1                         |                    |                            |                            |                            |   |  |                       |                       |                       |   |  |             |             |             |
|  | 3                | 2                      | Bucks de Milwaukee     | 1                         | Celtics de Boston  | 2                          |                            |                            |   |  |                       |                       |                       |   |  |             |             |             |
|  | 3                |                        |                        |                           | Celtics de Boston  | 2                          |                            |                            |   |  |                       |                       |                       |   |  |             |             |             |
|  | 6                | Hawks d'Atlanta        | 1                      |                           |                    |                            |                            |                            |   |  |                       |                       |                       |   |  |             |             |             |
|  | 6                | Hawks d'Atlanta        | 1                      |                           | 3                  | Celtics de Boston          | 0                          |                            |   |  |                       |                       |                       |   |  |             |             |             |
|  |                  |                        |                        |                           | 3                  | Celtics de Boston          | 0                          |                            |   |  |                       |                       |                       |   |  |             |             |             |
|  |                  |                        | 2                      | Bucks de Milwaukee        | 4                  |                            |                            |                            |   |  |                       |                       |                       |   |  |             |             |             |
|  |                  |                        | 2                      | Bucks de Milwaukee        | 4                  |                            |                            |                            |   |  |                       |                       |                       |   |  |             |             |             |
|  |                  |                        |                        |                           |                    |                            |                            |                            |   |  |                       |                       |                       |   |  |             |             |             |

## Effectifs

### 76ers de Philadelphie
| Effectif des 76ers de Philadelphie 1982-1983 |
| --- |
| 2 Moses Malone (MVP Finales) • 4 Clint Richardson • 6 Julius Erving • 8 Marc Iavaroni • 10 Maurice Cheeks • 14 Franklin Edwards • 22 Andrew Toney • 24 Bobby Jones • 25 Earl Cureton • 31 Mark McNamara • 33 Reggie Johnson • 45 Clemon Johnson Entraîneur : Billy Cunningham |

### Lakers de Los Angeles
| Effectif des Lakers de Los Angeles 1982-1983 |
| --- |
| 10 Norm Nixon • 11 Bob McAdoo • 13 Dwight Jones • 15 Eddie Jordan • 21 Michael Cooper • 31 Kurt Rambis • 32 Magic Johnson • 33 Kareem Abdul-Jabbar • 34 Clay Johnson • 40 Mike McGee • 42 James Worthy • 50 Steve Mix • 52 Jamaal Wilkes • 54 Mark Landsberger Entraîneur : Pat Riley |

## Résumé de la finale NBA
| Match  | Date   | Équipe à domicile  | Résultat      | Équipe à l'extérieur |
| ------ | ------ | ------------------ | ------------- | -------------------- |
| Game 1 | 22 mai | Philadelphia 76ers | 113–107 (1–0) | Los Angeles Lakers   |
| Game 2 | 26 mai | Philadelphia 76ers | 103–93 (2–0)  | Los Angeles Lakers   |
| Game 3 | 19 mai | Los Angeles Lakers | 94–111 (0–3)  | Philadelphia 76ers   |
| Game 4 | 31 mai | Los Angeles Lakers | 108–115 (0–4) | Philadelphia 76ers   |

## Statistiques individuelles

### 76ers de Philadelphie
| Joueur           | MJ | MC | MPG  | FG%   | 3P%  | FT%   | RPG  | APG | SPG | BPG | PPG  |
| ---------------- | -- | -- | ---- | ----- | ---- | ----- | ---- | --- | --- | --- | ---- |
| Andrew Toney     | 4  | 4  | 36.8 | .423  | .000 | .848  | 2.3  | 5.8 | 1.3 | 0.3 | 22.0 |
| Moses Malone     | 4  | 4  | 39.3 | .507  | .000 | .660  | 18.0 | 2.0 | 1.5 | 1.5 | 25.8 |
| Maurice Cheeks   | 4  | 4  | 35.8 | .553  | .000 | .600  | 2.3  | 6.3 | 2.8 | 0.0 | 15.3 |
| Bobby Jones      | 4  | 0  | 26.0 | .568  | .000 | .667  | 4.8  | 2.8 | 2.0 | 2.3 | 12.0 |
| Marc Iavaroni    | 4  | 4  | 24.8 | .588  | .000 | .375  | 5.5  | 2.0 | 0.3 | 0.8 | 5.8  |
| Julius Erving    | 4  | 4  | 38.3 | .469  | .000 | .800  | 8.5  | 5.0 | 1.3 | 2.8 | 19.0 |
| Clint Richardson | 4  | 0  | 23.0 | .393  | .000 | .750  | 3.3  | 1.8 | 1.3 | 0.3 | 6.3  |
| Clemon Johnson   | 3  | 0  | 12.7 | .385  | .000 | .000  | 3.0  | 0.3 | 0.3 | 0.3 | 3.3  |
| Earl Cureton     | 3  | 0  | 6.3  | .333  | .000 | .000  | 1.0  | 0.3 | 0.7 | 0.0 | 0.7  |
| Mark McNamara    | 1  | 0  | 1.0  | 1.000 | .000 | .000  | 0.0  | 0.0 | 0.0 | 0.0 | 4.0  |
| Reggie Johnson   | 1  | 0  | 1.0  | .000  | .000 | .000  | 0.0  | 0.0 | 0.0 | 0.0 | 0.0  |
| Franklin Edwards | 3  | 0  | 1.0  | .000  | .000 | 1.000 | 0.3  | 0.0 | 0.0 | 0.0 | 0.7  |

### Lakers de Los Angeles
| Joueur              | MJ | MC | MPG  | FG%  | 3P%  | FT%   | RPG | APG  | SPG | BPG | PPG  |
| ------------------- | -- | -- | ---- | ---- | ---- | ----- | --- | ---- | --- | --- | ---- |
| Bob McAdoo          | 2  | 0  | 21.0 | .409 | .500 | 1.000 | 7.0 | 0.5  | 2.5 | 1.0 | 11.0 |
| Kareem Abdul-Jabbar | 4  | 4  | 38.8 | .552 | .000 | .769  | 7.5 | 3.0  | 0.8 | 2.3 | 23.5 |
| Jamaal Wilkes       | 4  | 4  | 39.3 | .461 | .000 | .571  | 5.8 | 1.8  | 2.0 | 1.3 | 18.5 |
| Norm Nixon          | 3  | 3  | 36.7 | .405 | .000 | .636  | 2.7 | 4.7  | 1.3 | 0.3 | 13.7 |
| Michael Cooper      | 4  | 1  | 31.5 | .486 | .333 | .833  | 3.5 | 1.8  | 1.5 | 0.3 | 10.0 |
| Kurt Rambis         | 4  | 4  | 21.3 | .480 | .000 | .778  | 4.5 | 0.8  | 0.5 | 1.5 | 7.8  |
| Mark Landsberger    | 4  | 0  | 14.0 | .400 | .000 | 1.000 | 5.0 | 0.5  | 0.0 | 0.5 | 2.5  |
| Magic Johnson       | 4  | 4  | 44.8 | .408 | .000 | .929  | 7.8 | 12.5 | 1.8 | 0.5 | 19.0 |
| Clay Johnson        | 3  | 0  | 4.0  | .600 | .000 | .000  | 0.7 | 0.3  | 0.3 | 0.3 | 2.0  |
| Mike McGee          | 2  | 0  | 10.0 | .333 | .000 | .000  | 3.5 | 0.5  | 0.0 | 0.0 | 3.0  |
| Dwight Jones        | 2  | 0  | 8.5  | .125 | .000 | .000  | 2.0 | 0.0  | 0.0 | 0.0 | 1.0  |
| Steve Mix           | 1  | 0  | 1.0  | .000 | .000 | .000  | 0.0 | 0.0  | 0.0 | 0.0 | 0.0  |